# Au cœur de la Terre
Au cœur de la Terre est un roman d'Edgar Rice Burroughs publié en 1914 et faisant partie du cycle de Pellucidar. Il sera adapté au cinéma en 1976 par Kevin Connor, sous le titre Centre terre, septième continent.

## Version originale
- Titre: At the Earth's Core
- Parution en magazine: All-Story Weekly, 4 au 25 avril 1914
- Parution en livre: A.C.McClurg & Co., 1922

## Éditions françaises
- 1937 : Au cœur de la Terre, magazine Le Journal de Mickey
- 1946 : Au cœur de la Terre, magazine Story
- 1966 : Au cœur de la Terre, OPTA
- 1971 : Au cœur de la Terre, Édition Spéciale
- 1982 : Au cœur de la Terre, Temps Futurs
- 1996 : Au cœur de la Terre, dans Le cycle de Pellucidar 1, Lefrancq
- 2017 : Au cœur de la Terre, PRNG Editions

## Résumé du roman
David Innes est un ingénieur des mines qui a accepté de financer la construction d'un excavateur de type nouveau inventé par son ami Abner Perry et appelé la taupe d'acier. Le test a lieu dans le désert du Sahara et est effectué par les deux hommes, qui s'aperçoivent bientôt que l'appareil ne peut pas être tourné. Après avoir creusé environ 800 kilomètres dans la croûte terrestre, ils émergent dans le monde intérieur inconnu de Pellucidar. 
Selon le concept d'Edgar Rice Burroughs, la terre est une coquille creuse contenant le continent de Pellucidar comme surface interne de cette coquille. Celui-ci est peuplé d'animaux préhistoriques de toutes sortes et il est habité par des peuples primitifs asservis par les Mahars, une espèce de reptiles volants intelligents qui vivent dans les montagnes et qui se servent des humains comme esclaves et comme nourriture.
Innes et Perry sont bientôt capturés par les Sagoths, sorte d'hommes-singes au service des Mahars, qui les emmènent à Phutra, capitale des Mahars, avec une filés de prisonniers primitifs. Parmi les captifs, ils font la connaissance de Ghak le Velu, chef du pays de Sari, de Hooja le Rusé et surtout de Diane la Magnifique. Hooja a des vues sur Diane et David tente de la protéger du mieux qu'il le peut. Cependant, Hooja parvient à s'évader, emmenant Diane avec lui.
Arrivés à Phutra, les deux amis s'aperçoivent que les Mahars sont en réalité des reptiles femelles qui réussissent à se reproduire par elles-mêmes. Au cours d'un moment d'inattention de ses gardiens, David parvient à s'évader et, à l'aide d'un canot, arrive sur les rives d'une mer intérieure. Il fait la connaissance de Ja le Mézop, qu'il a réussi à tirer des griffes d'un reptile marin et qui devient son allié. Celui-ci l'emmène à un temple insulaire où les Mahars se nourrissent de leurs esclaves après les avoir engraissés.
David décide alors de retourner à Phutra pour tenter de sauver son ami Perry. Il est de nouveau fait prisonnier et retrouve Perry, Ghak et même Hooja, qui a été repris. Les quatre hommes parviennent à s'évader après avoir revêtu des carcasses de Mahars qu'ils avaient auparavant tué. Innes emmène avec lui le manuscrit sacré des Mahars qu'il cache dans une caverne. Dans la forêt, Ghak craint des représailles des Mahars, à la suite du meurtre des leurs, et envoie Hooja à Sari avertir son peuple d'un possible danger d'invasion. Une poursuite des Sagoths oblige les trois autres évadés à se séparer. David rencontre bientôt Diane, qu'il sauve d'un pteranodon géant puis de Jubal, un autre prétendant de la belle sauvageonne.
David et Diane arrivent bientôt à Sari où ils retrouvent Perry, Ghak et Dacor, le frère de Diane. Ils apprennent l'invasion du pays par les Sagoths et les Mahars. Alliés aux autres tribus, les Sariens parviennent difficilement à les battre, et David Innes se rend compte que ce n'est que partie remise. Il décide donc de retourner sur Terre y chercher des armes pour pouvoir se défendre de façon plus efficace. Il veut emmener Diane avec lui, mais Hooja lui substitue un Mahar, qui embarque dans l'excavateur avec lui. Lorsque David s'en aperçoit, il est trop tard pour revenir en arrière. Il neutralise le Mahar sans le tuer puis retourne à la surface de la planète.